# Agelau de Naupacte
Agelau (en grec antic: Ἀγέλαος, llatí: Agelaŭs) fou un polític etoli esmentat per primer cop el 221 aC, quan va negociar una aliança entre el cap il·liri Escerdilaides i els etolis. Era natural de Naupacte, una ciutat de la Lòcrida que s'havia integrat en la Lliga Etòlia.
Es diu que va ser el seu discurs persuasiu el que va induir a Filip V de Macedònia a fer la pau amb la Lliga Etòlia (218 aC). El 217 aC fou elegit estrateg de la Lliga, però la seva política partidària de la pau li va provocar molts enemics i es va retirar, segons diu Polibi.